# Taya Valkyrie
Kira Renée Magnin-Forster (Vitória, 22 de outubro de 1983), mais conhecida pelo seu nome de ringue Taya Valkyrie, é uma lutadora profissional canadense, competidora de fitness e modelo. Ela trabalha atualmente para a All Elite Wrestling (AEW), onde faz parte de The Vendetta com Deonna Purrazzo. Ela também se apresenta na promoção irmã da AEW, Ring of Honor (ROH).
Além da AEW, Taya Valkyrie também luta pela Lucha Libre AAA Worldwide (AAA) no México, onde é campeã recordista com 4 reinados do Campeonato Reina de Reinas da AAA; na Major League Wrestling (MLW), onde é a campeã inaugural do MLW Women's Featherweight Championship; e na National Wrestling Alliance (NWA).
Taya Valkyrie lutou anteriormente no Impact Wrestling, onde foi a campeã das Knockouts do Impact (e a campeã mais longa da história), além de ser duas vezes campeã mundial de duplas das Knockouts do Impact. Ela também teve uma passagem breve pela WWE, onde foi conhecida pelo nome de ringue Franky Monet.

## Início de vida
Forster, é uma bailarina treinada classicamente. Ela treinou ginástica e estudou dança desde os quatro anos de idade e posteriormente estudou no Royal Winnipeg Ballet. Em 2005, começou a competir em competições de fitness e fazer modelagem fitness, conquistando o 1º lugar no Campeonato Canadense CBBF de 2010 e o 2º lugar no Arnold Amateur de 2011. Ela também foi destaque em várias revistas e calendários de fitness durante sua carreira na área.

## Carreira na luta livre profissional

### Treinamento e início de carreira (2010–2011)
Em 2010, Forster começou a treinar com Lance Storm na Storm Wrestling Academy e se formou em setembro de 2010. Ela participou da série canadense de reality show World of Hurt de Lance e também da segunda temporada do programa com Roddy Piper. Após isso, Forster competiu em várias promoções canadenses sob o nome de ringue Taya Valkyrie, sendo mais notável sua passagem pela Elite Canadian Championship Wrestling (ECCW).

### Circuito independente mexicano
Forster se mudou para o México e começou a lutar por várias promoções no país no início de sua carreira. Inicialmente, ela deveria ficar por apenas seis semanas, mas foi convencida a permanecer por El Hijo del Perro Aguayo, que lhe ofereceu um lugar em seu grupo Los Perros del Mal. Em 1º de abril de 2012, Forster fez sua estreia no Perros del Mal, lutando pela PDM durante a maior parte do ano antes de seguir para outras promoções, como Legend Promociones, Universal Wrestling Entertainment, Invasion RCH e International Wrestling League.

### Lucha Libre AAA Worldwide (2012–2017)
Forster fez sua estreia no ringue pela promoção mexicana Lucha Libre AAA Worldwide sob o nome de Taya Valkyrie em 3 de novembro de 2012, competindo em uma luta de duplas mistas com Gran Apache e Mari Apache, derrotando Cuervo, Faby Apache e Lolita. Ao longo de 2012 e início de 2013, Valkyrie competiu em várias lutas de duplas, alternando entre vitórias e derrotas. Em 3 de março de 2013, Valkyrie derrotou Jennifer Blake para avançar à final de um torneio pelo vago Campeonato Reina de Reinas da AAA. Duas semanas depois, em 17 de março, no evento Rey de Reyes, Valkyrie competiu em uma luta four-way de eliminação contra Faby Apache, LuFisto e Mari Apache, mas não teve sucesso em conquistar o título vago do Reina de Reinas.
Em 4 de junho de 2014, Valkyrie derrotou Cynthia Moreno, La Jarochita, La Magnifica, Mari Apache, Sexy Lady e Sexy Star em uma luta de eliminação com sete mulheres para se tornar a desafiante número um pelo Campeonato Reina de Reinas de Faby Apache. Em 17 de agosto de 2014, no Triplemanía XXII, Valkyrie derrotou Faby Apache para conquistar o Campeonato Reina de Reinas, marcando sua primeira conquista de título. Em sua primeira defesa de título em 12 de setembro, em um evento do Independent Total, Taya derrotou Cachorra Flores, Faby Apache, Karina Duval, Muneca Sarcasmo e Princesa Metallica em uma luta six-way de eliminação. Ela defendeu com sucesso seu título em sua primeira defesa televisionada no evento Héroes Inmortales IX, onde derrotou Goya Kong, Lady Shani, La Hiedra e Maravilla em uma luta five-way. O reinado de Taya terminou após 945 dias, o mais longo da história do título, quando ela perdeu o título para Ayako Hamada em 19 de março de 2017. No entanto, em uma revanche em 21 de abril de 2017, em uma luta sem desqualificação, Taya reconquistou o Campeonato Reina de Reinas, iniciando seu segundo reinado.
Em 1º de julho, o diretor de talento da AAA, Vampiro, declarou o Campeonato Reina de Reinas vago. Em 16 de julho, após Sexy Star retornar à AAA para conquistar o título vago, Forster afirmou no Twitter que havia sido traída pela AAA e anunciou publicamente sua saída da empresa. Segundo o Wrestling Observer, a AAA pediu a Johnny Mundo, o noivo de Forster, que entregasse o cinturão do Campeonato Reina de Reinas para uma sessão de fotos, e quando ele o fez, o título foi declarado vago. Inicialmente, Vampiro disse que Forster foi despojada do título por ter usado uma chave de submissão ilegal em sua luta contra Hamada em 21 de abril, apesar de ser uma luta sem desqualificação; mais tarde, ele afirmou em uma gravação de TV que Forster havia faltado ao evento, embora ela nunca tivesse sido agendada para comparecer.

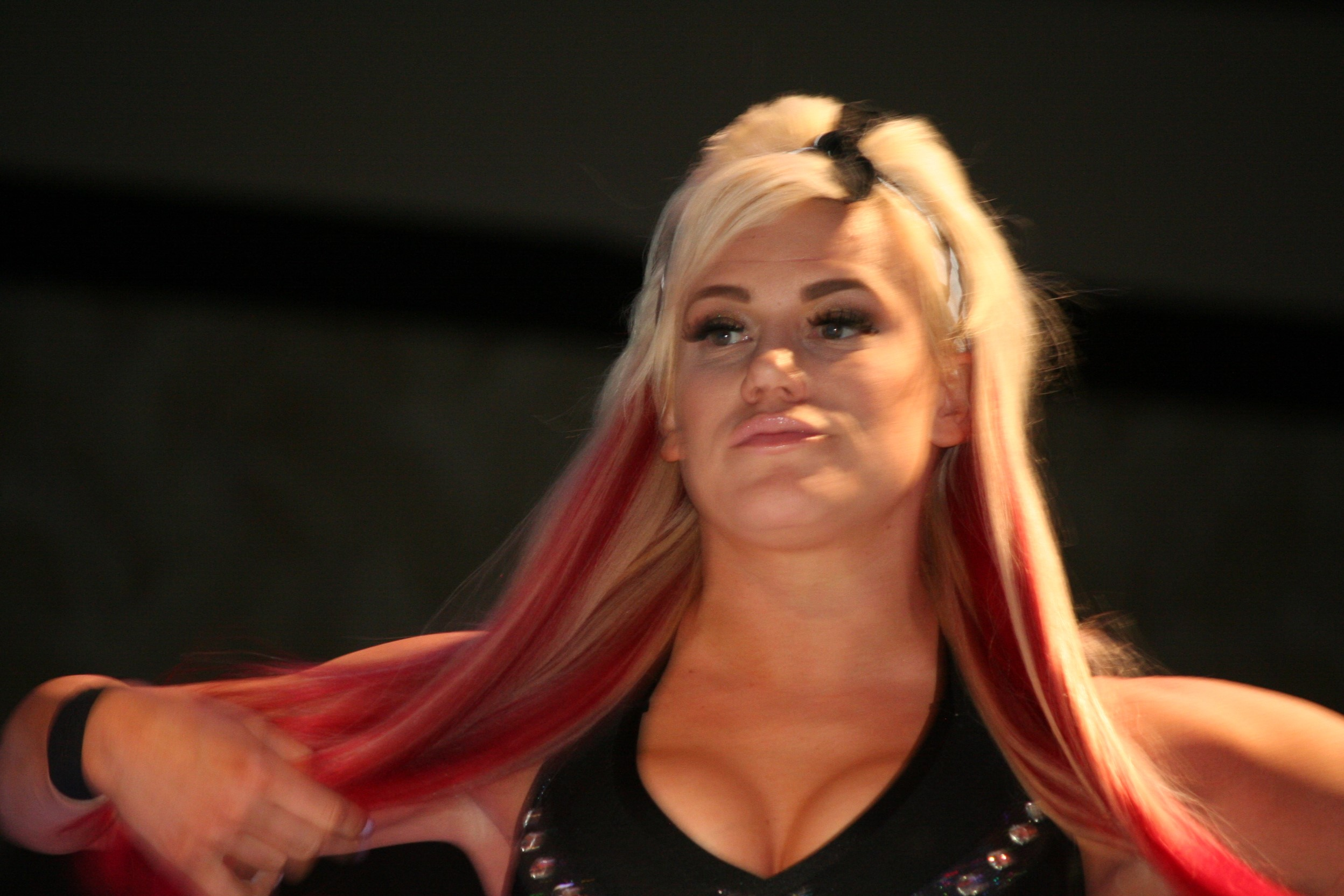
Taya Valkyrie em um evento de wrestling mexicano em 2017.

### Lucha Underground (2016–2018)
Taya fez sua estreia no Lucha Underground no episódio de 24 de fevereiro de 2016, como parceira de Johnny Mundo. Ela fez sua estreia no ringue no episódio de 9 de março, perdendo para Cage em uma luta sem desqualificação. Taya competiu no Aztec Warfare II, no episódio de 12 de abril de 2016, sua primeira luta de título no Lucha Underground. Ela entrou como número 9, eliminou Cage, mas posteriormente sofreu o pin e foi eliminada por Fénix.

### Impact Wrestling

#### Primeiras histórias (2017–2019)
No episódio de 7 de setembro de 2017 do Impact!, Taya Valkyrie fez sua estreia no Impact Wrestling atacando Rosemary, estabelecendo-se como uma heel no processo. Uma semana depois, Valkyrie competiu em sua primeira luta, onde derrotou Amber Nova, após usar um novo finalizador, o Road to Valhalla. Ao longo de setembro e outubro, Valkyrie continuou sua rivalidade com Rosemary, o que eventualmente levou a uma luta entre as duas, na qual Valkyrie saiu vitoriosa. As duas deveriam se enfrentar novamente, em uma luta first blood no Bound for Glory, em 5 de novembro, mas a luta foi cancelada devido a circunstâncias pessoais imprevistas relacionadas a Valkyrie. Após uma ausência de cinco meses, Valkyrie retornou no episódio de 1 de março de 2018 do Impact!, onde atacou novamente Rosemary e renovou sua rivalidade. As duas se enfrentaram novamente no episódio de 12 de abril de 2018 do Impact!, em uma luta demon's dance, onde Valkyrie perdeu para Rosemary, encerrando sua rivalidade.

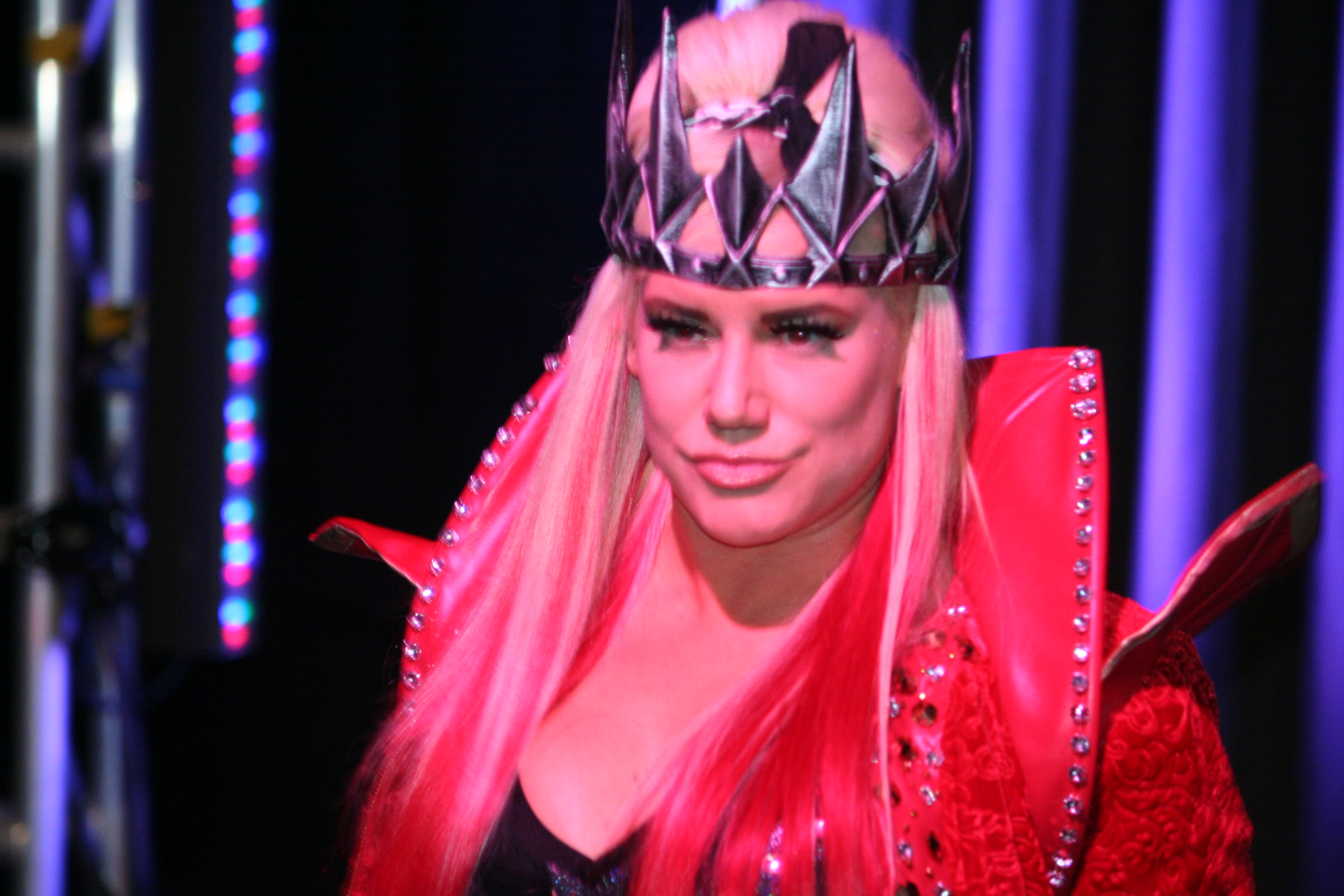
Taya Valkyrie em outro evento de wrestling em 2017.

No final de setembro, após outra ausência de cinco meses, Valkyrie, agora atuando como face, fez seu retorno desafiando Tessa Blanchard para uma luta pelo Campeonato das Knockouts do Impact. No Bound for Glory, Blanchard manteve o título ao usar as cordas do ringue. Três semanas depois, Valkyrie recebeu uma revanche, que mais uma vez foi vencida por Blanchard, que atacou o árbitro e se fez desqualificar, retendo o título no processo. A vitória por submissão garantiu a Valkyrie outra oportunidade pelo título, que foi anunciada para o Homecoming.

#### Campeã dasKnockoutscom o reinado mais longo (2019–2021)
No evento Homecoming, em 6 de janeiro de 2019, Valkyrie venceu o Campeonato das Knockouts do Impact depois que a árbitra especial Gail Kim (que havia sido atacada por Blanchard durante a luta) aplicou seu finalizador, permitindo que Valkyrie executasse o seu próprio finalizador antes de fazer o pinfall e vencer a luta. No episódio de 15 de março do Impact Wrestling, Valkyrie se tornou heel novamente ao golpear Brian Cage abaixo da cintura, permitindo que seu marido na vida real, Johnny Impact (que também virou heel), atacasse Cage. Em 12 de abril, Valkyrie e Impact derrotaram Brian Cage e Jordynne Grace. Valkyrie então defendeu com sucesso o Campeonato das Knockouts contra Jordynne Grace no Rebellion, depois contra Rosemary, Su Yung e Havok em uma luta Monster's Ball Match no Slammiversary XVII, e finalmente contra Tenille Dashwood no Bound for Glory.
Após sua vitória no Slammiversary, Valkyrie fez mais uma defesa de título no México, vencendo facilmente uma adversária muito menor. Com essa vitória, Valkyrie superou o tempo de reinado de Taryn Terrell, e o Impact Wrestling confirmou Valkyrie como a nova campeã com o reinado mais longo na história da divisão Knockouts. Ela defendeu o título contra Jordynne Grace e ODB no Hard to Kill. No entanto, Valkyrie perdeu o título durante as gravações do Impact Wrestling na Cidade do México para Jordynne Grace, encerrando seu reinado em 377 dias. Depois disso, Valkyrie se tornou a segunda mulher a lutar pelo Campeonato Mundial do Impact, enfrentando Tessa Blanchard. Essa luta marcou o primeiro evento principal da história do Impact Wrestling com duas mulheres disputando o título mundial. Blanchard derrotou Valkyrie para reter o título.
No episódio de 19 de janeiro de 2021 do Impact!, a história sobre a investigação de quem atirou em John E. Bravo chegou ao fim quando foi revelado que Valkyrie era a culpada. Essa reviravolta na história foi escrita para justificar a saída de Valkyrie do Impact Wrestling.

### Retorno à AAA (2018–2021)
Em 31 de outubro, a AAA anunciou o retorno de Taya como representante do Impact Wrestling no evento Lucha Capital, transmitido pelo Facebook Watch. Em 14 de novembro, em sua luta de retorno, Taya foi derrotada por Australian Suicide na primeira rodada. No entanto, em 5 de dezembro, Taya venceu La Hiedra na semifinal. No dia 19 de dezembro, Taya derrotou Keyra e Vanilla, vencendo o torneio feminino do Lucha Capital. Na mesma noite, ela garantiu uma oportunidade de disputar o Campeonato Reina de Reinas da AAA contra Lady Shani em uma luta futura.
Em 15 de setembro de 2019, no evento Lucha Invades NY, organizado pelo Impact Wrestling e AAA, Valkyrie derrotou Tessa Blanchard para conquistar o Campeonato Reina de Reinas da AAA pela terceira vez. Após assinar contrato com a WWE, em 24 de fevereiro de 2021, Valkyrie abdicou do título, encerrando seu reinado em 528 dias.

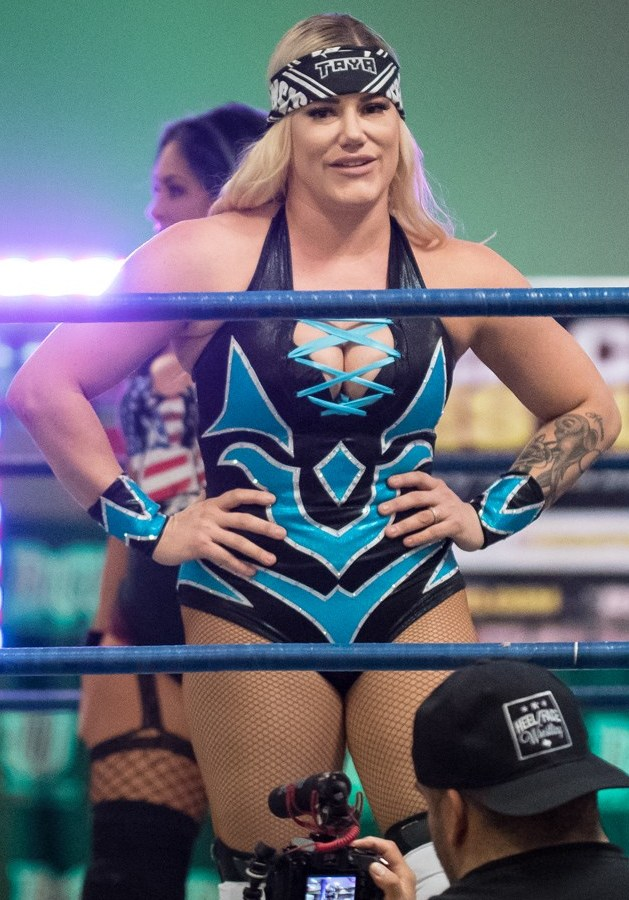
Taya Valkyrie em um evento de wrestling em 2018.

### WWE (2021)
Em 14 de fevereiro de 2021, foi relatado que Forster assinou contrato com a WWE. Seu nome no ringue foi alterado para Franky Monet, e ela começou a lutar no programa de televisão NXT. Durante seu tempo na WWE, Monet teve uma rivalidade que incluiu uma luta pelo título do Campeonato Feminino do NXT contra Raquel Gonzalez, mas não teve sucesso em conquistar o título. Em 4 de novembro de 2021, ela foi demitida como parte de uma sétima rodada de cortes realizados pela empresa devido ao impacto da pandemia de COVID-19.

### Segundo retorno à AAA (2021–2023)
Em 4 de dezembro, no Triplemanía Regia II, Valkyrie fez seu retorno à AAA e desafiou Deonna Purrazzo pelo Campeonato Reina de Reinas da AAA. Em 15 de outubro, no Triplemanía XXX, Valkyrie defendeu com sucesso seu título contra a campeão mundial feminina da NWA Kamille, após não ter conseguido derrotar Kamille no NWA 74 pelo Campeonato Mundial Feminino da NWA.
Em 12 de agosto de 2023, no Triplemanía XXXI: Mexico City, Valkyrie, que estava em seu quarto reinado como campeã do Campeonato Reina de Reinas, perdeu o título para Flamer em uma luta sem desqualificação, encerrando seu reinado após 476 dias.

## Outras mídias
No outono de 2019, Forster gravou o papel de Regina no filme de ação Unchained, lançado no Amazon Prime em julho de 2021. Em fevereiro de 2020, Forster foi escalada e gravou cenas para a quarta temporada da comédia dramática da Netflix GLOW, que acabou sendo cancelada; sua participação foi revelada apenas com a notícia do cancelamento em outubro.

## Vida Pessoal

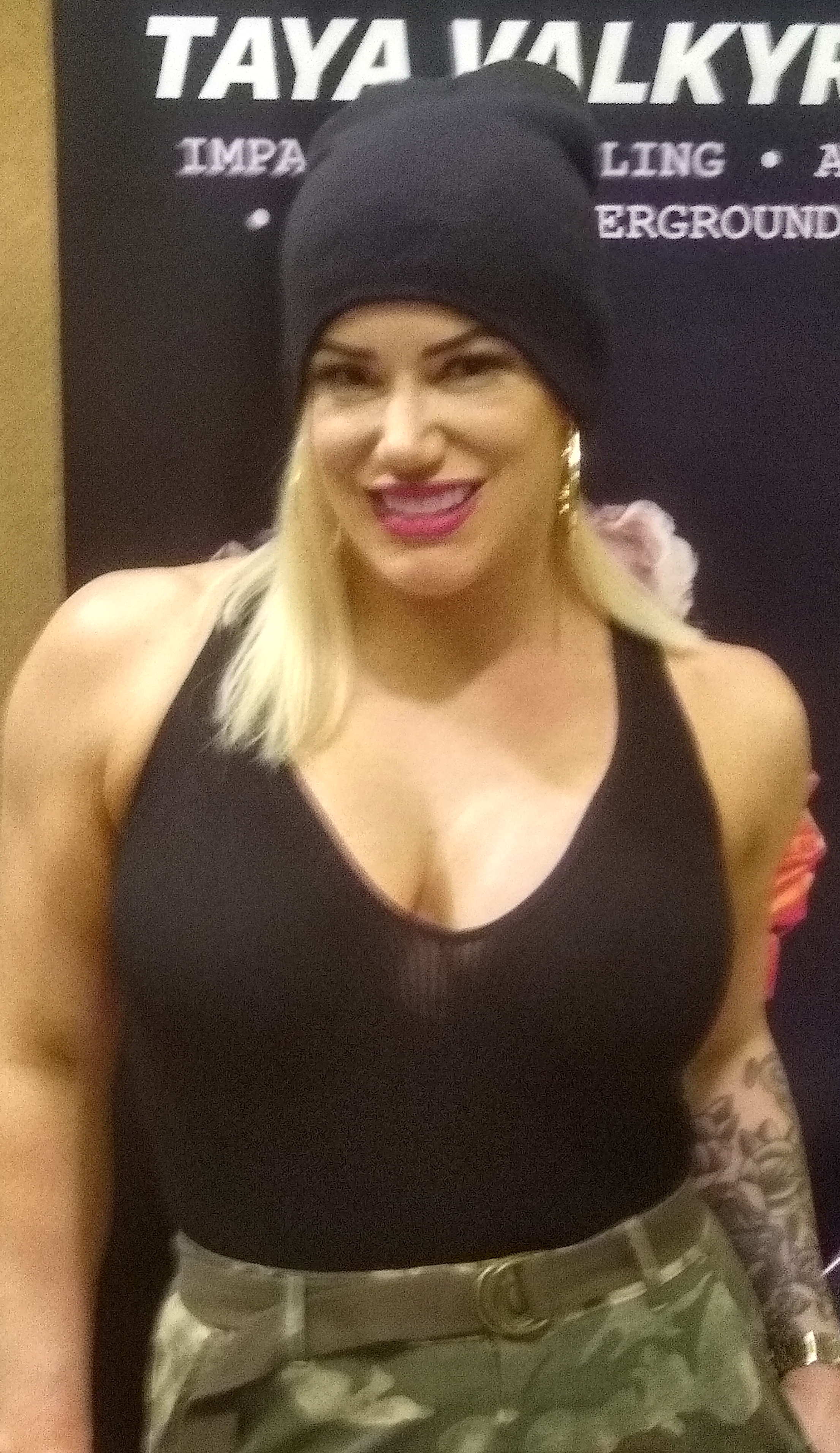
Taya Valkyrie no LAX Fan Fest no Condado de Los Angeles em 2020.

Em 1º de junho de 2018, Forster se casou com o lutador John Hennigan, mais conhecido pelo nome de ringue John Morrison, com quem estava em um relacionamento há quase dois anos. O casal se conheceu através da afiliação entre a AAA e a Lucha Underground, com Forster se tornando a parceira de Hennigan na tela na promoção Lucha Underground antes do relacionamento real deles.

## Títulos e prêmios

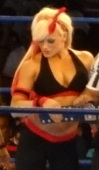
Taya Valkyrie é quatro vezes campeã e a detentora do maior número combinado de dias com o Campeonato Reina de Reinas da AAA, somando 2.020 dias.

- Canadian Pro-Wrestling Hall of Fame
  - Classe de 2024[56]
- DDT Pro-Wrestling
  - Ironman Heavymetalweight Championship (1 vez)[57]
- Future Stars of Wrestling
  - FSW Women's Championship (1 vez)[58]
- Heavy on Wrestling
  - Heavy on Wrestling Women's Championship (1 vez)[59][60]
- Impact Wrestling
  - Campeonato das Knockouts do Impact (1 vez)[61]
  - Campeonato Mundial de Duplas das Knockouts do Impact (2 vezes) – com Rosemary (1), Jessicka e Rosemary (1)[62]
  - Prêmio de Fim de Ano do Impact (2 vezes)
    - Knockout do Ano (2019)[63]
    - Dupla Knockouts do Ano (2022) com Jessicka e Rosemary[64]
- Ironfist Wrestling
  - Ironfist Women's Championship (1 vez)[65]
- Lucha Libre AAA Worldwide
  - AAA Reina de Reinas Championship (4 vezes)[7][66]
  - Lucha Capital Feminino (2018)
  - Luchadora do Ano (2014, 2015)[67][68]
- Major League Wrestling
  - MLW World Women's Featherweight Championship (1 vez, inaugural)[69][70]
- National Wrestling Alliance
  - Torneio NWA Champions Series (2023) – com Team Rock N’ Roll (Ricky Morton, Kerry Morton, Chris Adonis, Madi Wrenkowski, Jennacide, Mims, Dak Draper e Alex Taylor Willoughby)[71]
- Pro Wrestling Illustrated
  - Comeback of the Year (2022)
  - PWI a colocou na #10ª posição das 150 melhores lutadoras individuais no PWI Women's 150 em 2022[72]
- Sports Illustrated
  - Sports Illustrated a colocou na #5ª posição entre as 10 melhores lutadoras de 2019[73]
- Xtreme Pro Wrestling
  - XPW Women's Championship (1 vez)[74][75][76]
  - Torneio pelo XPW Women's Championship (2022)[77]
- World Series Wrestling
  - WSW Women's Championship (1 vez)[78][79][80]